# Ganghwado
Ganghwado (kor. 강화도, Hanja 江華島, rev. Ganghwado, MR Kanghwado) ist eine Insel im Gelben Meer vor der Westküste Südkoreas. Das Eiland befindet sich im Mündungsgebiet des Hangang und wird durch den 400 bis 1200 Meter breiten Kanal Yŏmha, über den zwei Brücken führen, vom Festland getrennt. Der höchste Berg von Ganghwa ist der Manisan, der 469 m über dem Meeresspiegel liegt. Sie ist die fünftgrößte Insel Südkoreas.
Heute leben etwa 65.500 Menschen auf der Insel. Sie gehört verwaltungsmäßig zur Stadt Incheon und bildet den Großteil des zu Incheon gehörenden Landkreises Ganghwa-gun (강화군, 江華郡). Etwa die Hälfte der Bevölkerung lebt in Ganghwa-eup, einer Kleinstadt am nordöstlichen Ende der Insel.
Auf der Insel befinden sich die Dolmenstätten, die im Jahre 2000 als Weltkulturerbe in die Liste des UNESCO-Welterbes (Asien und Ozeanien) aufgenommen wurden.
Während der Zeit Koreas der späten Joseon-Dynastie war die Insel Schauplatz mehrerer vergeblicher Invasionen ausländischer Mächte. Höhepunkt der Angriffe stellte der Ganghwa-Zwischenfall von 1875 dar, bei dem japanische Truppen erfolglos versuchten, die Insel zu erobern. Infolge des Gefechts blockierte die japanische Marine das Seegebiet um die strategisch wichtige Insel. Dies führte schließlich zu einer zwangsweisen Öffnung des bis dato international isolierten Koreas.

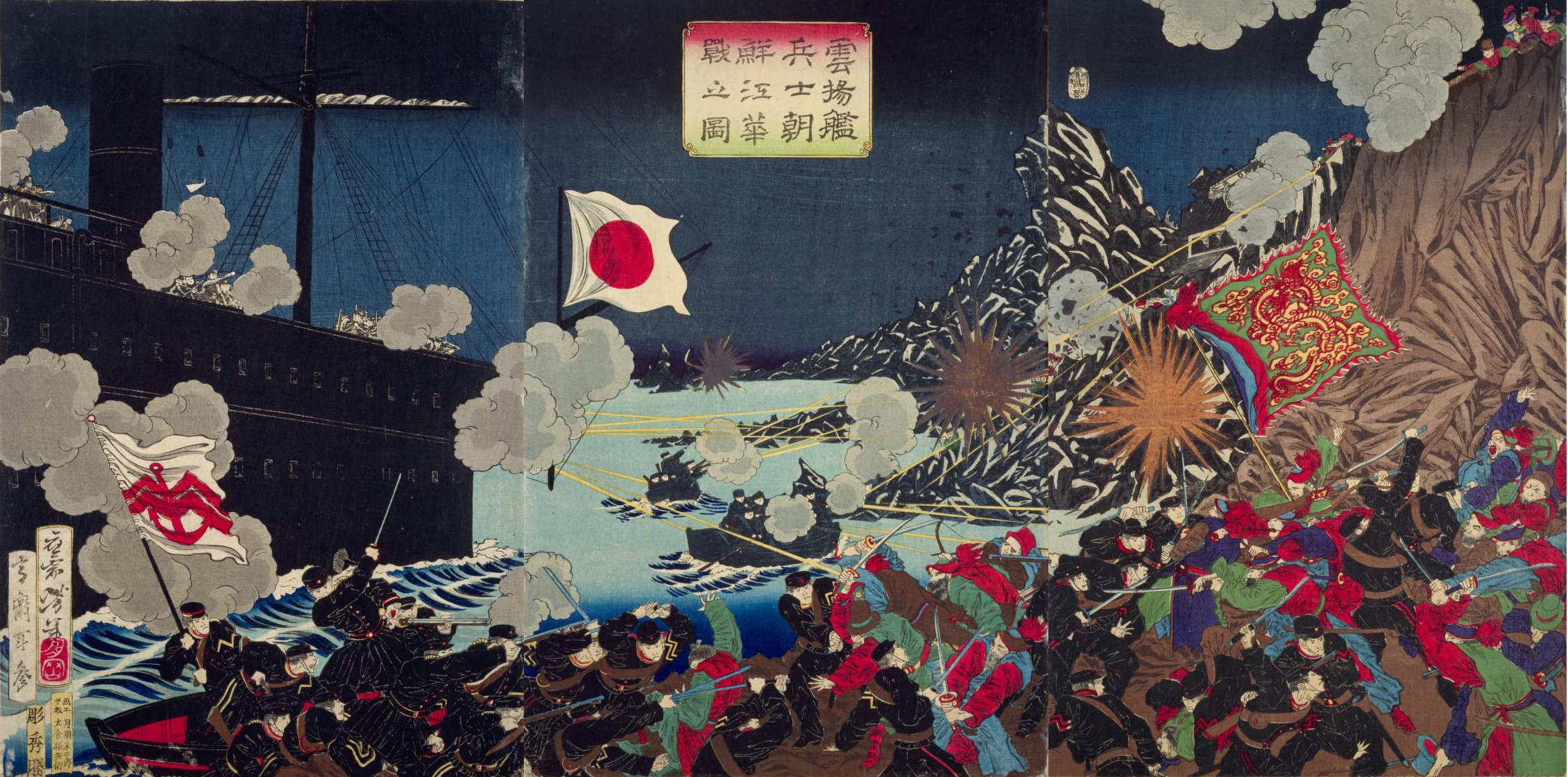
Farbholzschnitt des Angriffs japanischer Truppen auf Ganghwado von 1875
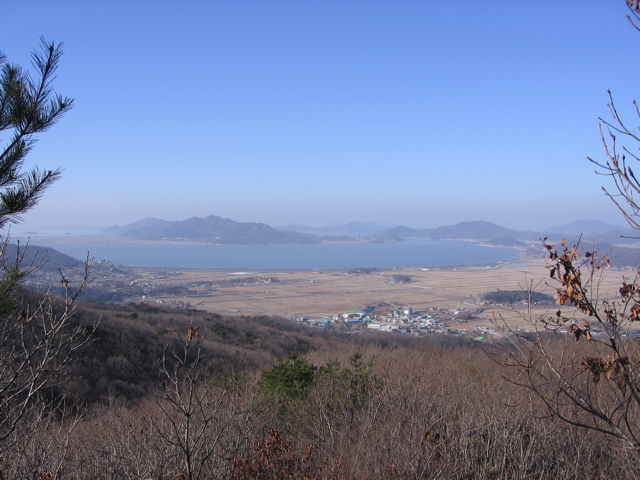
Blick vom Manisan
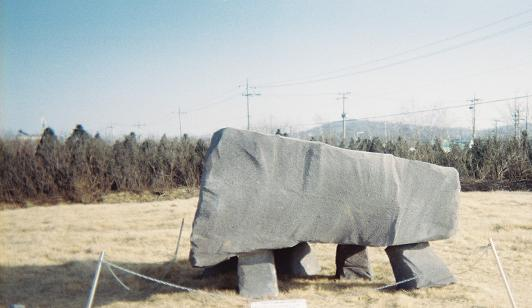
Dolmen auf Ganghwado